# Dajos Béla
Dajos Béla, né le 19 décembre 1897 à Kiev, dans l'Empire russe (aujourd'hui en Ukraine), et mort le 5 décembre 1978 à La Falda, en Argentine, était un violoniste et chef d'orchestre de danse, d'origine russe. Son nom de naissance était en russe : Лев Гольцман (Leon / Lew Golzmann). Il a aussi porté un autre nom d'artiste, Sándor Józsi.

## Biographie
Leon Golzmann est le fils d'un père juif ukrainien et d'une mère hongroise. Il apprend le violon à six ans. Il se produit en concert dès ses neuf ans à Kiev. Il effectue des études de droit pour être avocat.
Il est soldat dans la Première Guerre mondiale, pendant toute la durée du conflit. Ensuite, il étudie à Moscou avec Moisej Issakovic (Michael) Press en leçons privées et se produit au côté de la chanteuse Isa Kremer. En 1919, il s'installe à Berlin et poursuit ses études avec le violoniste Issaye Barmas, toujours en leçon privées. Pour subsister, il joue dans de petites salles dans le nord de Berlin ; selon Orel Mikes c'est ainsi qu'il prend son nom de scène "Dajos Béla", hérité d'un collègue musicien décédé d'une overdose. Selon d'autres sources, Dajos était le nom de naissance de la mère de Béla, morte lorsqu'il était enfant, mais cet élément n'est pas vérifié.
Il enregistre dès 1920 et jusqu'en 1933, pour la société Carl Lindström AG, sous les labels Odeon, Parlophone et Beka. qui lui demande un nom d'artiste hongrois : En effet, de nombreux artistes de l'époque portaient des pseudonymes (soit hongrois soit roumains, vieux restes de l'empire Autriche-Hongrie démantelé). À l'instar de Banescu, Arpad Városz et Jenő Fesca au Homocord ; Giorgi Vintilescu, Nicu Vladescu et Joan Florescu pour Grammophon. Sur les étiquettes Odeon de l'époque acoustique, en plus du titre, le « nom d'artiste » était toujours répertorié comme « Dajos Béla, premier violon », afin de souligner le goût hongrois. Il a également été commercialisé au sein du groupe Lindström sous la même étiquette Odeon en tant que Sándor Józsi.
Au début des années 1920, Dajos Béla fonde à Berlin, son orchestre de chambre, avec lequel il enregistre pour le groupe Lindström. Son répertoire comprend non seulement la musique de danse, mais aussi un grand nombre de musiques légères des compositeurs tels que Johann Strauss ou Erik Meyer-Helmund (de). L'orchestre se fait aussi entendre dans des œuvres classiques, extraits d'opéra ou opérettes. Les danses à la mode de l'époque sont surtout le Charleston, le Boston, le foxtrot, le Dixieland, le Two-step et plus particulièrement le tango.

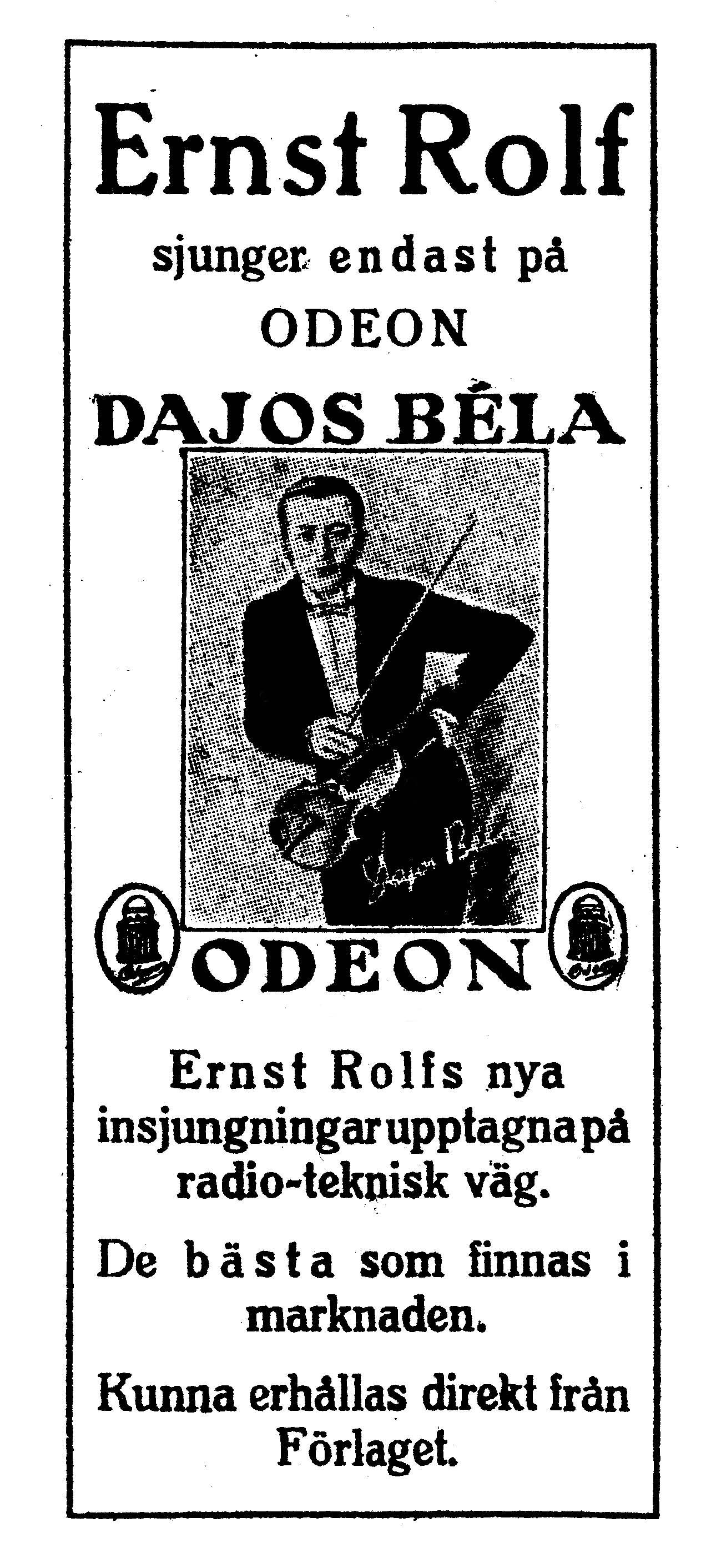
Publicité suédoise pour Dajos Béla, en 1927.

L'orchestre Dajos Béla appartenait, aux côtés de ceux de Paul Godwin et Marek Weber, aux ensembles les plus prospères d'Allemagne. Ses disques étaient exportés par millions, partout dans le monde. Au milieu des années 1920, lors du premier âge d'or de la musique de jazz, Dajos Béla, comme beaucoup de ses collègues avaient du mal à trouver des musiciens talentueux. En 1927, son ensemble réunissait des musiciens de toutes nationalités, dont le pianiste et chanteur Allen Rex (qui jouait aussi de l'accordéon) et joueur de banjo américain Mike Danzi (de) recruté pour une tournée suédoise. Ses autres musiciens sont l'anglais Howard McFarlane et Ben Pickering (trompette), Harald Kichstein (guitare) et Walter Kallander (saxophone alto).
L'ensemble apparaissait sur les étiquettes sous divers noms : The Odeon Five, Mac’s Jazz Orchestra, Wiener-Bohème Orchester, Orchestre Mascotte et Clive Williams Jazzband. Son nom peut être différent selon les étiquettes : Friedrich Elsberg, Sándor Józsi, Leon Leonidoff, Joseph Plaut. L'ensemble se produit aussi souvent comme accompagnateur de chanteurs célèbres de l'époque, comme le chanteur d'opéra Richard Tauber, Marta Eggerth, Max Hansen (de) ou les Comedian Harmonists,.
Avec l'avènement du film sonore, Dajos Béla saisit l'occasion de se produire avec son groupe. Il apparaît dans Jeder fragt nach Erika [Tout le monde demande Erika] (1931), d'Erich Engels, Wer nimmt die Liebe ernst [Qui prend l'amour au sérieux] avec la musique de Wilhelm Grosz, dans une chanson Ein Lied, ein Kuss, ein Mädel [Une chanson, un baiser, une fille], Gitta entdeckt ihr Herz [Gitta a découvert son cœur], et Der ungetreue Eckehart [L'infidèle Eckehart]. Son ensemble participait aux côtés d'acteurs de films populaires comme Marta Eggert ou Max Hansen. Mais dès les années 1920, Dajos Béla travaille également pour la radio et dans les hôtels de Berlin (Adlon, Excelsior). On peut parler d'une omniprésence dans les médias d'Allemagne, et l'orchestre de Dajos Béla était parmi les plus connus de la République de Weimar.
Son succès est tel qu'il se produit chaque semaine à Copenhague (Jazzsymfonisk konsert) en alternance avec Berlin.

### Exil
D'origine juive, Dajos Béla est parmi les premiers visés par les lois, dès l'arrivée au pouvoir des nationaux-socialistes en Allemagne. En mars 1933 un concert à l'Excelsior est brutalement interrompu par des SA qui le menacent et l'insultent.
Il part en tournée avec son épouse et quelques bagages. D'abord en Hollande, puis à Paris où il se produit à "Monseigneur". Ensuite à Londres au " Palladium", et à Vienne en 1935 où il participe au film "Tanzmusik".
La même année, Radio Splendid de Buenos Aires lui offre un contrat pour jouer avec son orchestre. Le 2 mars, il part de Boulogne-sur-Mer sur le paquebot italien Astoria avec plusieurs membres de l'orchestre. Il ne retournera en Europe qu'au début des années 1970. Dajos Béla prise rapidement les enregistrements, est très actif pour la radio et compose des musiques de films. Après la fin du contrat à Radio Splendid de Buenos Aires, il rejoint Radio El Mundo, où il dirige pendant de nombreuses années un programme quotidien radiophonique.
Il joue également dans plusieurs cafés dansants, notamment Richmond et El Galeon. En raison de son succès, il fait son possible pour permettre à plusieurs musiciens juifs de quitter l'Europe, en signant des contrats pour lui et son orchestre. La chanteuse hongroise Tino Dani (de) était l'une d'entre eux. Bien que le grand amour de Dajos Béla ait été la musique classique – il connaissait par cœur le Concerto pour violon de Tchaïkovski – il n'y a jamais consacré sa carrière.
Dajos Béla vit ensuite dans Olivos dans la Province de Buenos Aires. Après 1945, il poursuit sa carrière en Argentine, mais comme beaucoup d'autres musiciens, il lui devient plus difficile de travailler. Comme dans d'autres pays, la musique vivante des cafés de Buenos Aires disparaît en raison des coûts. Il tient encore quelques années avec des engagements lors des mariages et sur les navires de croisière (Rio Tunuyan). À l'invitation du Sénat de Berlin, il traverse l'Atlantique en 1976 et revient en Allemagne en visite et y reçoit les honneurs.
Dajos Béla meurt à l'âge de 80 ans, 14 jours avant son 81e anniversaire, à La Falda, une station de montagne en Argentine où il vivait. Il est enterré dans le cimetière juif de La Tablada, à Buenos Aires.

## Discographie

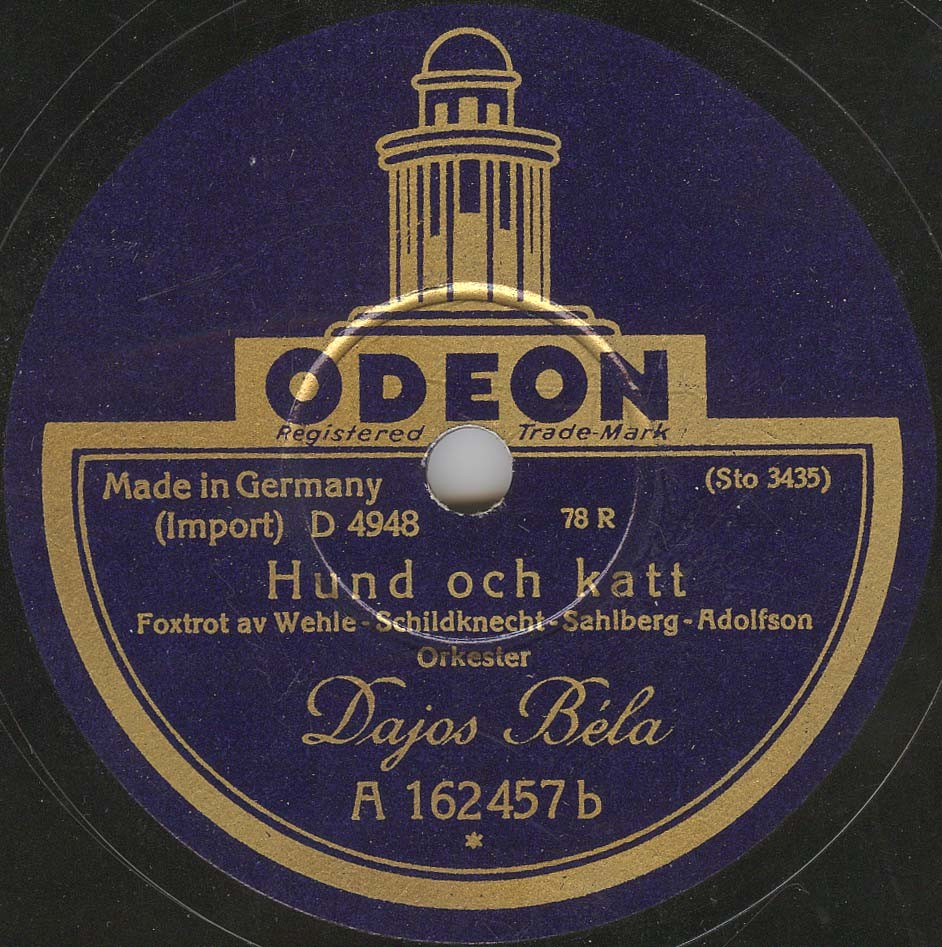
Un disque Odeon de 1929, destiné au marché suédois.

- Waitin’ For The Moon / Adieu, Mimi (Shimmy) (Odeon 0-1921),
- Humming / Bummel-Petrus (Intermezzo) (Odeon A 71942), 1921
- Radio-Tango / Opern-Foxtrott in Potpourri-Form (Odeon 49039), 1925
- (als Kapelle Merton): Dinah / Sevilla (Beka B.6071), 1926
- Who ? ("Du ! Wann bist du bei mir ?") / Zwei rote Rosen, ein zarter Kuss (Odeon 0-2087), janvier 1927
- Heinzelmännchens Wachtparade / Dornröschens Brautfahrt (Odeon 0-2101), 1927
- Santa Lucia / Venezia (Odeon 0-2122), 1927
- Deep Henderson, (Odeon O-2123), 10 février 1927
- Hund och Katt / Ref. sång (Odeon D-4948), 1929
- Kennst du das kleine Haus am Michigansee / Anna Aurora (Odeon D-4975), 1929
- (als Odeon-Tanz-Orchester und Gesang) : In Sanssouci, dort wo die alte Mühle steht (Odeon O-11301), 1929
- (avec Leo Frank, voix) : Im Rosengarten von Sanssouci, 1930
- Environ 70 disques avec Richard Tauber, en tant que violoniste et chef d'ensemble. Le premier titre enregistré étant Schöner Gigolo, armer Gigolo, qui en passant l'Atlantique deviendra Just a Gigolo[5].
- Des lieder enregistrés à Berlin avec Lotte Lehmann (non publiés)[6]